# Bázakerettye, Zala
Bázakerettye  este un sat în districtul Letenye, județul Zala, Ungaria, având o populație de 860 de locuitori (2011). 

## Demografie
Componența etnică a satului Bázakerettye
     Maghiari (98,92%)
     Alții (1,08%)
Componența confesională a satului Bázakerettye
     Romano-catolici (51,51%)
     Fără religie (7,21%)
     Necunoscută (39,53%)
     Alte religii (1,74%)
Conform recensământului din 2011, satul Bázakerettye avea 860 de locuitori. Din punct de vedere etnic, majoritatea locuitorilor (98,92%) erau maghiari.  Din punct de vedere confesional, majoritatea locuitorilor (51,51%) erau romano-catolici, cu o minoritate de persoane fără religie (7,21%). Pentru 39,53% din locuitori nu este cunoscută apartenența confesională.